# Агатија
Агатија из Мирине у Малој Азији (рођ. око 532.- умро око 580. год.), познат и као Агатија Схоластик, био је источноримски (византијски) правник, песник и историчар. Агатијина Историја, писана на грчком језику, надовезује се на Историју Јустинијанових ратова Прокопија из Цезареје и обухвата период од 552. до 559. године.
Агатија се у младости школовао у чувеним центрима античке учености на Истоку: прво је студирао књижевност у Александрији, а затим право у Бериту (данашњи Бејрут). Након тога вратио се кући и у Смирни (данас Измир) је вршио службу магистрата задуженог за одржавање јавних здања (лат. curator civitatis). Агатија се 554. преселио у Цариград где се у почетку бавио књижевношћу, а доцније и адвокатуром (отуда надимак Схоластик). Као љубитељ књижевности и образован човек, Агатија је постао пријатељ, а можда и зет, угледног Јустинијановог дворанина Павла Силентарија. Знамо да је на почетку свог боравка у Цариграду Агатија састављао стихове у хексаметру на љубавне и друге профане теме. Ове кратке песме су обухваћене у збирци под именом Дафнијака која нам је данас изгубљена. Поред тога, након 560. сабрао је збирку епиграма савремених аутора у коју је уврстио и Павлове, али и стотинак својих. Овај Венац нових епиграма је придружен збирци класичних епиграма Грчка антологија и сачуван је до данас. Агатија је уз ову антологију саставио и кратку посвету цару за коју ипак нисмо сигурни да ли је упућена Јустинијану или његовом сестрићу Јустину II.
Када је Јустинијан I умро 565. године, Агатија је по наговору пријатеља решио да настави Прокопијеву Историју Јустинијанових ратова (De Bellis) све до свог времена. Успео је да састави пет књига у којима је описао догађаје између 552. и 559. године, али га је вероватно смрт спречила да заврши своје амбициозно замишљено дело. За разлику од Прокопија, који је био Велизаров пратилац по бројним ратиштима и врло широко образована особа, Агатија је био престонички учењак са далеко мањим даром за историографију. У центру Агатијиних интересовања су походи војсковође Нарзеса против Острогота и Франака у Италији, али се спомињу и ратови са Персијанцима, Котригурима и Словенима. Наравно, Агатија је као житељ Константинопоља унео и престоничка дешавања у своје дело.
Као историчар Агатија је имао узоре у претходнику Прокопију, али и у античким класицима: Херодоту, Тукидиду и Полибију. Међутим, сопствену концепцију дела није имао и неретко је цитирао своје античке узоре како би обогатио и допунио своју нарацију. Тиме је само допринео неверодостојности дела, нарочито у опису битака. Са друге стране, знамо да је већину догађаја описао по казивањима учесника и очевидаца, а писане изворе је користио врло ретко (нпр. податке за генеологију персијских владара прибавио је из персијских дворских анала које му је преводио извесни Сергије). Према Јустинијану Агатија је показивао уравнотежен став, а о црквеној историји не пружа много података. У науци се због тога расправљало о томе да ли је Агатија био хришћанин или паганин. Данас преовладава мишљење да је Агатија свакако био хришћанин, али да је из стилских побуда предност дао политичким и војним догађањима.
И поред бројних слабости, Агатијина историја је једини опширнији извор за период од 552. до 559. године. Његова објективност и могућност да пружи јединствене податке (нпр. једини извор о затварању Атинске академије 529. године) ипак га сврставају у велике историчаре позне антике. Као што је Агатија наставио Прокопија, Агатију је наставио Менандар Протектор.